# Platyceraphron
Platyceraphron is een geslacht van vliesvleugelige insecten van de familie Megaspilidae.

## Soorten
- P. mediosulcatus Dessart, 1990
- P. muscidarum Kieffer, 1906